# Robert León
Robert León (Perú, 23 de agosto de 1981) es un exfutbolista peruano. Jugaba de centrocampista. Tiene 43 años.

## Clubes
| Club                | País      | Año         |
| ------------------- | --------- | ----------- |
| Central Córdoba     | Argentina | 2000        |
| América Cochahuayco | Perú      | 2001        |
| Unión Huaral        | Perú      | 2002 - 2003 |
| Deportivo Wanka     | Perú      | 2004        |
| León de Huánuco     | Perú      | 2005-2007   |
| Sport Águila        | Perú      | 2007        |
| Sport Huancayo      | Perú      | 2008        |
| León de Huánuco     | Perú      | 2009        |
| Defensor San José   | Perú      | 2010        |
| Alianza Universidad | Perú      | 2011 - 2014 |

## Palmarés

### Campeonatos nacionales
| Título                    | Club            | País | Año  |
| ------------------------- | --------------- | ---- | ---- |
| Segunda División del Perú | Unión Huaral    | Perú | 2002 |
| Copa Perú                 | Sport Huancayo  | Perú | 2008 |
| Copa Perú                 | León de Huánuco | Perú | 2009 |

### Distinciones individuales
| Distinción                                                                             | Año  |
| -------------------------------------------------------------------------------------- | ---- |
| Incluido en el equipo ideal de la Copa Perú según el portal periodístico DeChalaca.com | 2009 |